# Louisa Chafee
Louisa Chafee (Providence, 24 settembre 1991) è una velista statunitense, che ha rappresentato gli Stati Uniti ai Giochi olimpici di Rio de Janeiro 2016 nella classe Nacra 17, in coppia con Bora Gulari.